# Dampfmolkerei Fahrenwalde
Die Dampfmolkerei Fahrenwalde war eine bis ins Jahr 1988 existierende Dampfmolkerei in Fahrenwalde im heutigen Landkreis Vorpommern-Greifswald im Osten Mecklenburg-Vorpommerns.
Sie wurde 1892 als milchverarbeitender Betrieb gegründet, in dem die von der Bauernschaft angelieferte Rohmilch durch ein wenigstens aus Zentrifuge und Erhitzer bestehendes und von einer Dampfmaschine angetriebenes technisches System weiterverarbeitet wurde. Im Allgemeinen schloss sich im selben Hause die Verarbeitung zu Butter, manchmal zusätzlich auch die Produktion von Käse an.
Da ein Einblick in die Geschichte des Molkereiwesens günstigerweise stets am konkreten, typischen Beispiel erfolgt, ist hier die dörfliche Entwicklung der Dampfmolkerei Fahrenwalde unter technologischen und kulturhistorischen Aspekten dargestellt.

## Kaiserzeit
Im Jahre 1892 gründeten acht Großbauern und Bauern im Dorf Fahrenwalde eine Genossenschaft zur gemeinschaftlichen Errichtung einer Dampfmolkerei und nahmen dafür vom Neuen Brandenburgischen Credit-Institut über Pfandbriefe (3 %) eine Kreditsumme von 8000 Mark auf. Für diesen Kredit hafteten die Genossenschaftler mit dem gesamten Vermögen ihrer Bauernwirtschaften, welches zusammen 27 Hufen betrug. Die Finanzierungs- und also auch Stimmanteile waren unterschiedlich und lagen zwischen 5 und 1 Hufen. Zur Deckung der Betriebskosten wurde beschlossen, dass von jedem Liter Milch, der an die Molkerei geliefert wird, diese 1 ²/³ Pfennig einbehalten darf. Die Gründungsmitglieder verpflichteten sich, ihre gesamte Milchmenge an diese Molkerei abzuliefern. Der Fettgehalt der angelieferten Milch sollte wöchentlich untersucht werden und durfte zumindest zwischen Oktober und Mai nicht unter 3 % sinken. Dabei wurde von einer durchschnittlichen täglichen Milchmenge von sechs Litern pro Kuh ausgegangen; ergibt sich in der Jahresabrechnung, dass jemand weniger geliefert hat, muss er den Wert für die fehlende Menge begleichen (über besondere Umstände wird mehrheitlich entschieden).
Nachdem im März 1892 die Genossenschaft gegründet war und die Umbauten – aus einer alten Stallanlage aus Feldsteinen – der Molkerei Gestalt annahmen, traten im Oktober weitere 24 Bauern des Dorfes bei, allerdings ohne Eigenanteil und Mitbestimmung. Man einigte sich darauf, dass der gleiche Literpreis und eine Betriebskostenumlage gezahlt werden soll. Je Milchkuh mussten nun auch von den Neueintretenden 2200 Liter jährlich angeliefert und eventuelle Restsummen finanziell ausgeglichen werden. Alle Milchlieferer verpflichteten sich auch, keine Milch von kranken oder frisch milchenden Kühen vor dem 5. Tag anzuliefern.

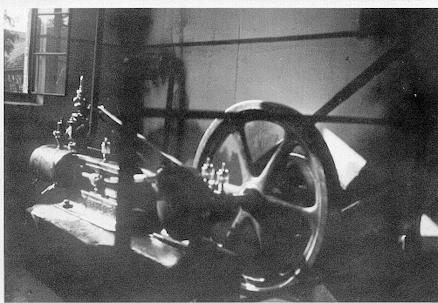
Die Dampfmaschine, das Herzstück der Dampfmolkerei

Das Grundstück war für 100 Reichsmark jährlich gepachtet, umgebaut und mit einer Dampfmaschine sowie weiteren notwendigen Gerätschaften versehen. Dazu gehörte auch die Milchzentrifuge, denn durch diese Erfindung wurde die Butterherstellung praktisch revolutioniert. Davor mussten die Bauern ihre Milch in flachen Wannen (ggf. in einem gemeinsamen Eiskeller) aufstellen und warten, bis es nach Tagen zu einer Abtrennung des für die Butterherstellung notwendigen Rahms kam und sie diesen in kleinen Fässern zu Butter schlagen konnten. Eine parallele Revolution war die Dampflok, die auch den schnellen Butter- oder Milchtransport zu den Großstädten ermöglichte und für die Bauernschaft lukrativ machte.
Die neugegründete Genossenschaft setzte vertraglich einen Molkereiverwalter ein. Dieser war unter anderem für die Milchannahme und Ausgabe, Butter- und ggf. Käseherstellung und alle technischen Geräte verantwortlich. Bis 1909 gab es in Fahrenwalde allein drei verschiedene Verwalter; es kam dabei unter anderem vor, dass durch eine fehlerhafte Käseproduktion der Genossenschaft ein Schaden von über 2000 Mark entstand. Also musste ein Verwalter stets eine Kaution stellen. Ihm wurde ein Jahresgehalt von 1000 Mark zugestanden und er durfte in der Betriebswohnung oberhalb der Molkerei wohnen. Als Deputat gab es für die Familie täglich einen Liter Vollmilch, drei Liter Magermilch, wöchentlich 1,5 Pfund Butter und die Erlaubnis, jährlich ein Schwein füttern zu dürfen.
Wichtig für den Molkereibetrieb war auch die auf dem Grundstück befindliche 36 Meter tiefe Wasserstelle, bei der Wasser durch ein langes, zusammengefügtes Rohr hochgepumpt wurde. Zur 3-PS-Dampfmaschine gehörte um 1900 eine relativ kleine, eingemauerte Kesselanlage, mit einem etwa drei Meter aus dem Dach ragenden Schornstein aus Metallrohr. Neben dem Kesselraum befand sich an der anderen Seite ein überdachter Kohlebunker mit entsprechenden Wandöffnungen. Der Kohlebunker musste so groß sein, dass er mehr als die Ladung eines kompletten Eisenbahnwaggons an Kohle (also mehr als 25 Tonnen) aufnehmen konnte. Je nach Witterung reichte eine Ladung für mehrere Monate. Immer wenn ein Waggon Kohle eintraf, hatte der von den Bauern gestellte Spanndienst einen ganzen Tag zu tun, um die Kohle zur Molkerei zu bringen, ansonsten mussten Standgebühren gezahlt werden.
Im Winter durften alle Bauern ebenfalls Spanndienste leisten, so aus nahe gelegenen Teichen Eisstücke heraushauen und sie in den neben der Molkerei befindlichen Eiskeller bringen. Eine zwei Meter tiefe und mehrere Meter breite, gut mit Ziegel und Torf isolierte Grube mit Schilfdach darüber fasste so viel Eis, dass es bis zum nächsten Winter zur Kühlung der Vorräte reichte.

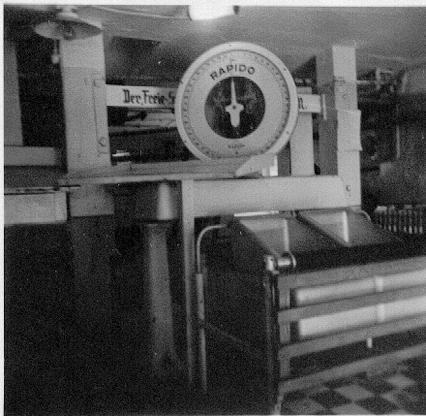
Zweikammer-Zeigerwaage zum Wiegen der Milch

Die Bauern des Dorfes lieferten je nach Saison bis etwa 3000 Liter Milch täglich an, also wurde in der Regel täglich, auch Sonntags, gebuttert; im Sommer bei großer Milchmenge sogar zweimal. Unmittelbar vor der Molkerei befand sich eine große Holzrampe, hier hielten die Pferde- und auch Hundefuhrwerke und die Bauern konnten dort ihre Milchkannen abladen und aufladen. Innen schloss sich der Annahmeraum an; die Milch wurde gesiebt, auf Verunreinigung untersucht, gewogen und die Menge in ein Buch eingetragen. Gleichzeitig erfolgte dort der Eintrag der zurückgelieferten Magermilch, Butter, Buttermilch usw.; auch dafür war in der Regel die Ehefrau des Verwalters zuständig. Das Gewicht wurde mit einer Balkenwaage ermittelt, dahinter stand als Auffangbehälter eine Metallwanne. Da die Annahme morgens und abends zu jeweils festgelegten Zeiten erfolgte und zu diesen Zeiten auch alle anderen Leute unter anderem frische Trinkmilch kaufen konnten, entwickelte sich diese Annahme-Rampe zu einem wichtigen sozialen Zentrum der Kommunikation innerhalb der Dorfgemeinschaft. Seit Bestehen der Molkerei wurde nach Möglichkeit stets ein Lehrling mitausgebildet.
Eine spürbare Verbesserung brachte dann die Elektrifizierung des Dorfes im Jahre 1911. Für die Beleuchtung gab es zwar nun elektrischen Strom statt Petroleumlampen, aber der allgemeine Molkereibetrieb musste schon aus Kostengründen weiter durch die Dampfmaschine aufrechterhalten werden.

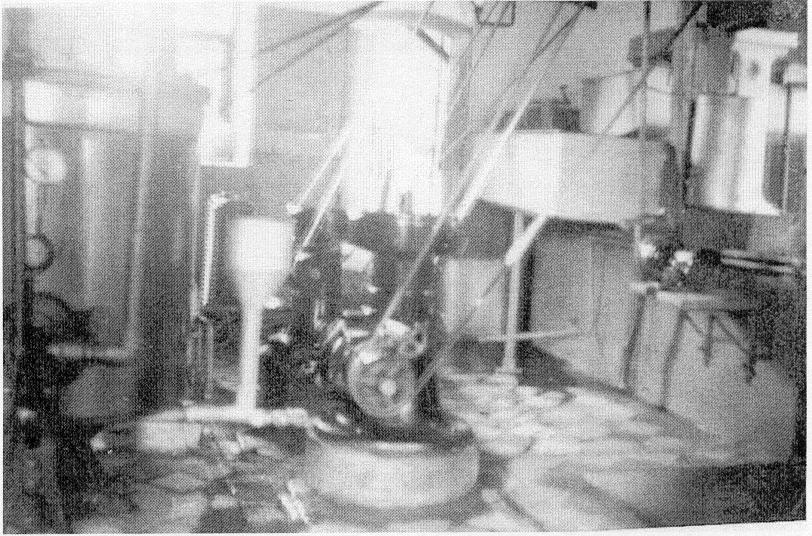
Die Transmission

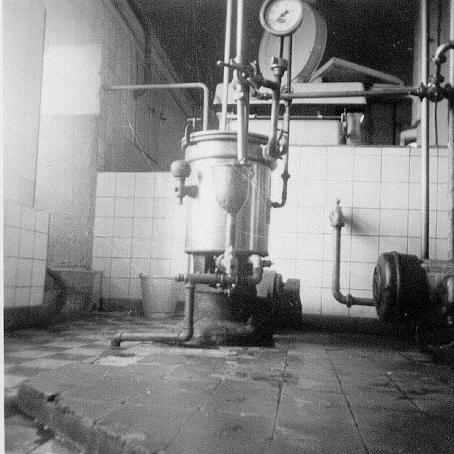
Einzelaufnahme des Trommelerhitzers

Die Dampfmaschine trieb über eine etwa 10 m lange, sich im Deckenbereich befindliche rotierende Eisenstange (Transmissionswelle auf Schmierlagern) und Riemen unter anderem das Butterfass, die Zentrifuge und alle Erhitzer und Pumpen an. Mit der Zentrifuge konnte man große Milchmengen kontinuierlich in den für die Butterherstellung benötigten Rahm und fettarme Magermilch trennen. In ihr wurde die Milch durch Rotation in ein System von vielen übereinander liegenden Tellern gedrückt und so in millimeterbreite Schichten verteilt. Der Rahm floss nach innen, die schwerere Magermilch drückte nach außen und in der Zentrifuge verblieb schließlich als Rest der Zentrifugenschlamm. Da die so gewonnene Magermilchmenge größer war (etwa 80 % des Rohmilchvolumens) als der Rahm, war auch der Magermilch-Trommelerhitzer (etwa 85 Grad Celsius) größer als der Rahm-Trommelerhitzer (etwa 95 Grad Celsius). Die Dampfmaschine lieferte für beide den für die Pasteurisierung notwendigen heißen Dampf und bewegte außerdem über den Riemenantrieb die jeweiligen Trommeln. Durch diese Drehbewegungen erfolgte auch der Weitertransport in den Rohrleitungen.

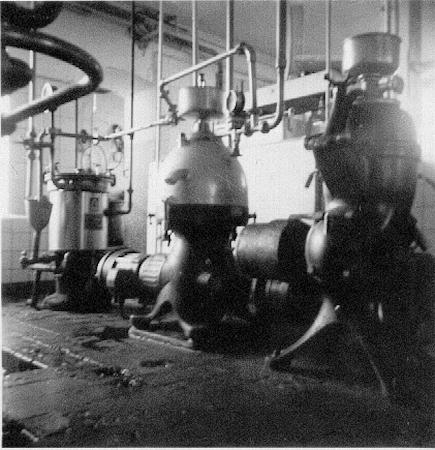
Die beiden abschließbaren Zentrifugen

Zu jener Zeit ist die anfallende Magermilch ohne anschließende Kühlung von den Bauern gleich zur Viehfütterung wieder mit zurückgenommen worden. Der Rahm floss nun beidseitig über die waagerechten Rohrschlangen eines Kühlers. In den Kühlrohren zirkulierte (ebenfalls im Gegenstromverfahren) zumeist kaltes Wasser. Dann wurde er zur nächtlichen Reifung in eine große Wanne mit Doppelwand, dem Rahmreifer, gepumpt. Sollte er gekühlt werden, gab man kaltes Wasser, sollte er dagegen je nach Witterung erwärmt werden, gab man heißes Wasser in die Doppelwand. Bei der Kaltwasser-Erzeugung konnte auch Eis aus dem Eiskeller eingesetzt werden.
Um den Rahm am nächsten Tag verbuttern zu können, setzte man ihn außerdem mit einem „Säurewecker“ an. Das konnte ein Eimer Restmilch vom Vortag, aber auch ein Eimer gut verrührte Buttermilch sein; hier war die Erfahrung des Buttermeiers gefragt. Nur wenn Säuregrad, Temperatur usw. stimmte, abends konnte kontrolliert und nachgeholfen werden, kam der Rahm morgens über die Rahmrinne ins Butterfass. Nachdem das Fass etwa 35 Minuten lief, konnte man mit Erfahrung am Klang und auch durch das Schauglas erkennen, wann die Butter gut war.
Da die älteren Butterfässer noch kein Knetwerk besaßen, musste die Butter nach dem Ablassen der Buttermilch und dem zweimaligen Waschen anschließend mehrmals über einen Trichter durch zwei sich auf einem Tisch befindliche Walzen gedrückt werden. Beide Walzen hatten einen Abstand von etwa 1 cm und wurden solange beschickt, bis die Konsistenz der Butter gut war. Verpackt wurde entweder direkt mit der Holzform in Stücken zu einem halben Pfund oder in Fässer aus Holz. Dabei musste die Butter stets in entsprechendes Pergamentpapier eingewickelt werden. Es war Vorschrift, von jeder Butterung eine Probe zu nehmen und eine gewisse Zeit aufzubewahren. Zum Verkauf gelangte dann auch die anfallende Buttermilch sowie eine gewisse Menge Trinkvollmilch mit etwa 3 % Fett für die Versorgung der Bevölkerung; sie wurde aus bestimmten Mengen von Magermilch und Rahm prozentual zusammengerührt.
Während des Ersten Weltkrieges musste die Frau des Molkereiverwalters allein, beziehungsweise mit Unterstützung eines nicht eingezogenen Hilfsarbeiters den Betrieb aufrechterhalten.

## Zwischen den Weltkriegen

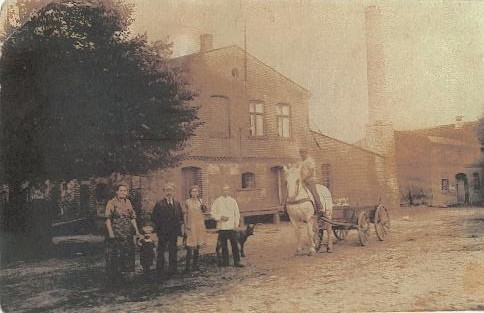
Die Dampfmolkerei 1923

Der Metallschornstein ist durch einen gemauerten Schornstein ersetzt worden. Die allwinterliche Beschickung des Eiskellers erübrigte sich, als 1926 die Molkereigenossenschaft eine Eismaschine kaufte, die dann auch an die große Transmissionswelle der Dampfmaschine angeschlossen wurde. Die Drehbewegung gelangte bei der Eismaschine per Pleuelstange in eine Pumpe (Überdruck, 60 at), die wiederum durch Druck Kälte erzeugte. Die Kälte gelangte dann durch Metallrohre und Kühlflüssigkeit (Salzwasser mit Minusgraden, also Sole, als Träger) in den Kühler beziehungsweise in einen etwa 2 × 4 Meter großen Kühlraum, der als Isolierung besonders dicke Wände besaß. Hier konnte der gesamte, in einer Woche produzierte Buttervorrat, in Holzfässern zu je 50 kg lagern. Gemäß einem Vertrag von 1935 mit dem Großhändler Trettin in Stettin brachte der Spanndienst diese Fässer wöchentlich mit dem Pferdefuhrwerk zum nächsten Ort mit Bahnstation. Sie gelangten mit Kühlwagen in die Stadt, wo sie sofort in Kleinportionen abgepackt und in die Geschäfte weitertransportiert wurden.
Nach etwa 5 bis 6 Jahren schaffte sich die Molkerei eine neue leistungsfähigere Eismaschine (Typ Linde, 10 PS) an, die statt mit der Dampfmaschine direkt über einen Elektroanschluss und mit Ammoniakflaschen betrieben wurde. Kühlmittel war weiterhin Sole, durch Solepumpen konnte sie nun auch direkt in den Schwenkarm des neuen halbkreisförmigen Rahmreifers geleitet werden.

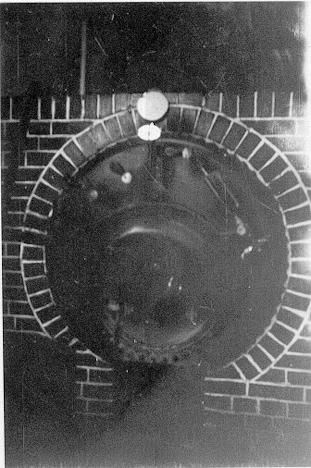
Die Kesselanlage um 1933

Zu Beginn der 30er Jahre erweiterte sich das Einzugsgebiet der Molkerei, denn zu Fahrenwalde und Friedrichshof kamen Neunfeld, Schönfeld und Karlshof. Eine bessere Dampfmaschine (10 PS) war notwendig und dazu gehörte auch eine neue Kesselanlage der Eisenwerke Hamburg-Bergedorf.
Um 1933 wurde auch ein zusätzlicher Plattenerhitzer angeschafft. Mit diesem universellen, ebenfalls von der Kesselanlage betriebenen Erhitzer konnte durch verschiedene Plattenanschlüsse sowohl die Magermilch als auch der Rahm auf verschiedene Temperaturen erhitzt werden, um mögliche Tuberkulose-Erreger sicher abzutöten. Gleichzeitig besaß der Erhitzer innerhalb der Platten einen Anschluss für die zur Zentrifuge führende Milch, die dadurch im Gegenstromverfahren vorgewärmt wurde. So kühlte sich die pasteurisierte Milch hinterher schon etwas ab, bevor im Kühler, zumeist mit Wasser, weitere Kälte zugeführt wurde. Eine zweite Zentrifuge stand nun zur Verfügung und sie war in der Lage, den Fettgehalt der Magermilch auf 0,01 % zu reduzieren. Durch den Kauf eines Butterfertigers mit zwei integrierten Zwillingswalzen erübrigte sich das aufwändige separate Kneten und die Butter brauchte lediglich abgepackt werden.
Der neue Rahmreifer besaß nun ein Rührwerk, der die halbkreisförmige Wanne in Abständen durchrührte. Das Rührwerk war ein pendelndes Rohrsystem, in dem auch Kühlsole fließen konnte. Die äußere Doppelwand eignete sich dagegen für eine Heißwasser-Zugabe. Die für die Rahmreifung notwendigen Bakterienkulturen mussten nun ebenfalls nicht mehr täglich selbst hergestellt werden, sondern kamen in Abständen mit der Post (Firma Friedel, Dresden) und so vereinfachte sich das Ansetzen. Statt der Balkenwaage gab es nun die Zweikammer-Zeigerwaage mit Hebelzug und es konnten so größere Milchmengen angenommen werden.
Da im Molkereibetrieb viel Wasser gebraucht wurde, pumpte die Transmission der Dampfmaschine über ein Gestänge mit Ledermanschetten und Ventile das Wasser aus dem Rohr (etwa 8 cm Durchmesser) in einen etwa 2 m³ großen Vorratsbehälter auf dem Dach. So genügte die Schwerkraft für die Wasserentnahme. Das Gebrauchtwasser gelangte in eine Klärgrube und dann über in die Kanalisation irgendwann in die Randow und das Oderhaff.
Ende der 30er Jahre montierte man einen großen Wasserbehälter für den Druckausgleich des gepumpten Wassers in den Betriebsraum. Das war notwendig, solange es noch keinen Anschluss an die zentrale Wasserversorgung gab. Zu jener Zeit wurden, je nach Jahreszeit, etwa zwei bis drei Zentner Butter im Butterfertiger mit integriertem Knet-Walzwerk hergestellt und verpackt. Innerhalb dieser Zeit kam die genossenschaftliche Mitbestimmung der Bauern immer mehr zum Erliegen; die Genossenschaft wurde dem staatlichen Milchwirtschaftsverbund unterstellt, der wiederum dem Reichsnährstand zu folgen hatte. Jeder Molkereiverwalter, der seine Anstellung behalten wollte, musste Parteimitglied werden. Zum Kriegsende fielen auf das Gebiet der Molkerei einige Bomben, verfehlten jedoch die Gebäude. Die Milchproduktion wurde bis zum „Treck“ aufrechterhalten. Alle dort nicht mitgenommene Tiere wurden von der Bevölkerung ausgesetzt.

## Nachkriegsjahre
Nach Kriegsende unterstand das Molkereiwesen in den östlichen Gebieten der russischen Kommandantur. Im Jahr 1946 konnte ein provisorischer Betrieb wieder aufgenommen werden. Die Milchversorgung war besonders in den grenznahen Bereichen schwierig, da dort, trotz der vielen Kriegsopfer, alle Häuser wegen der vielen Flüchtlinge aus den ehemaligen Reichsgebieten extrem überbelegt waren und sich die Einwohnerzahl so fast verdoppelt hatte. Die unmittelbaren Nachkriegsjahre waren für die Bevölkerung weit größere Hungerjahre als die eigentliche Kriegszeit. Die Versorgungsstrukturen und Bauernhöfe waren zu großen Teilen zerstört, die Soldaten noch in Gefangenschaft; Frauen und Kinder, die fast alles unternahmen, um nicht zu verhungern, prägten das Bild. Für die Milchproduzenten stand die Selbstversorgung im Mittelpunkt. Es bildeten sich Schwarzmärkte, auf denen Lebensmittel einen sehr hohen Stellenwert besaßen, da Stadtbewohner versuchten, ihren Besitztum möglichst in Essbares umzutauschen. Deshalb wurde in den Dörfern mitunter versucht, provisorisch selbst zu buttern und die Butter zu vermarkten. Obwohl die Behörden ein hohes Milchliefersoll je Kuh festlegten, bemühten sich viele, dennoch nicht die gesamte gemolkene Milch zu den Molkereien zu bringen. Durch die auf DDR-Gebiet durchgeführte Bodenreform wurden alle Besitztümer über 100 ha enteignet. Das Land und das Vieh verteilte man an Klein- und Neubauern, einige wurden zu volkseigenen Gütern. Es kam aber auch vor, dass Bauern, die ihr „Soll“ nicht erfüllen konnten oder wollten, für einige Tage von den Staatsorganen inhaftiert wurden.

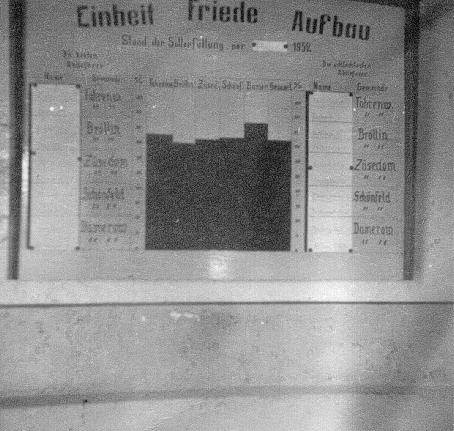
Tafel mit Angaben zur Milchabgabe-Sollerfüllung von fünf Gemeinden 1952

Der Fettgehalt der Milch wurde in unregelmäßigen Abständen, wenigstens einmal in der Woche von einer Laborantin der Milchkontrollorganisation untersucht. Dabei entnahm man von allen der bis etwa 100 Einzellieferanten Proben in Reagenzgläser und überprüfte sie im betriebseigenen Labor auf Fettgehalt, Schmutz und Reduktase (Bakterien und Keime). Zur technischen Ausrüstung gehörte dabei auch eine Handzentrifuge und ein Elektroerhitzer.
Die Dampfmaschine wurde zu Beginn der 50er Jahre außer Betrieb gesetzt, als alle Großgeräte auf Elektroantrieb umgestellt werden konnten. Die Kesselanlage produzierte jetzt nur noch Heißdampf zur Milcherhitzung und zur Bereitstellung von Heißwasser für die Reinigung. Noch immer mussten alle Milchleitungen, Wannen, Fässer usw. täglich möglichst heiß und mit Chemikalien (Purin, P3) gründlich ausgewaschen und desinfiziert werden. Zur wöchentlichen Generalreinigung wurden dabei alle Rohre bzw. Maschinen auseinandergeschraubt.

### 1950er
In den 1950er Jahren waren viele Dorfmolkereien wieder eigene Genossenschaften; sie unterstanden aber der Vereinigung der gegenseitigen Bauernhilfe beziehungsweise dem jeweiligen „Rat des Kreises“, der auch die komplette Lebensmittelversorgung regional und überregional zu organisieren und dadurch dem Schwarzmarkt zu entreißen versuchte. Um für die Großbauern gewisse Anreize zu schaffen, gab es die sogenannten „Freien Spitzen“: Wenn Bauern über das „Soll“ hinaus mehr Milch zur Molkerei lieferten, bekamen sie dafür einen weit höheren Literpreis verrechnet oder erhielten Gutscheine für bestimmte Artikel. So konnte man die kontrollierte Milch- und Buttermenge etwas steigern und die Versorgungslage verbesserte sich langsam.
Die Einzugsgebiete wurden nach dem Krieg ebenfalls umorganisiert, da es nur noch in einigen Dörfern und Städten funktionierende Molkereien gab. Die Dörfer Züsedom, Broellin und Karlsruh kamen dazu und es waren zeitweise zehn Angestellte dort beschäftigt. So gab es verschiedene Arbeitsbereiche wie den der Butterherstellung, der Sauermilchquarkherstellung, der Milchannahme, der Magermilchausgabe, das Büro und den Käsekeller. Die anfallende Magermilch wurde jetzt weisungsgemäß für verschiedene Zwecke genutzt. In großen Wannen entstand durch Rühren mit großen hölzernen Rührstäben und gewissen Zugaben ein weißer krümeliger Sauermilchquark, der dann in Holzfässer zu 50 kg gefüllt im Kühlraum lagerte, bis ihn sich die Firma Boekmann zur Herstellung von Harzer Käse nach Pasewalk holte. Je nach Notwendigkeit und Vertrag diente die Magermilch bis in die 50er Jahre auch zur Herstellung von Kasein und sogenanntem Magermilchquadratkäse für die Bevölkerung. Dafür ist der Molkereikeller einige Jahre als Käsekeller genutzt worden. Die Käseherstellung lag in der Obhut eines extra dafür ausgebildeten Spezialisten und zum Ansetzen bestimmter Käsekulturen nahm man unter anderem Lab, gewonnen aus Rindermagen.
Bei der Käseherstellung fiel als Abfallprodukt Molke an und diese machte volumenmäßig etwa 60 % der Magermilch aus. In den ersten Nachkriegsjahren wurde die Molke nicht nur ans Vieh verfüttert, sondern man gewann daraus auch Molkeeiweiß als eiweißhaltigen, aber fettarmen Brotaufstrich. In späteren Jahren hat man die Molke billig an Selbstabholer abgegeben oder nur ans Vieh verfüttert. Das Butterfass ist bis zu zweimal gefüllt und die Butter anschließend dort, zumeist per Holzform und Pergamentpapier, in Stücken zu je einem halben Pfund versandfertig verpackt worden.

### 1960er
Da um 1960 Fahrenwalde eine zentrale Wasserleitung bekam, vereinfachte sich dadurch auch der Molkereibetrieb. In der Molkerei gab es einen Verkauf von Trinkmilchflaschen und Sahne.
Ende der 50er Jahre gab es bedeutende Veränderungen, da sich die Bauern zu Landwirtschaftlichen Produktionsgenossenschaften verschiedenen Typs zusammenschlossen bzw. zusammenschließen mussten. Während sich die Mehrzahl dem Typ 3 anschloss, bei dem alles komplett vereinigt wurde, entschieden sich einige Bauern für den Typ 1, bei dem nur die Viehhaltung individuell erfolgte. Diese wenigen Bauern brachten wie bisher, ihre Milch täglich – in den Sommermonaten auch zweimal – mit ihren Pferdefuhrwerken per Milchkanne zur Molkerei. Für Bauern des Typ 3 entfiel nun diese Arbeit genauso wie das aufwändige tägliche Melken. Die Viehbestände konzentrierten sich in einigen großen Stallungen und es bildeten sich dafür komplette Melkerbrigaden. Die nun größeren Milchmengen brauchte man nicht mehr in Kannen transportieren, man konnte nun große Milchboiler nutzen und alle Milch wurde von nur einer Person transportiert bzw. gepumpt. Das war für alle eine zeitliche Einsparung und die Zahl der Lieferanten an die Molkerei verringerte sich durch die LPG-Bildungen zunehmend. Dieser Prozess nahm noch weiter zu, als sich nach etwa einem Jahrzehnt in Fahrenwalde die LPG-Typ 1 in den Typ 3 auflöste und diese LPG große Stallanlagen mit Hunderten von Kühen errichteten sollte und konnte. Laut LPG-Statistik stieg die Milchleistung je Kuh allein von 1968 bis 1972 von 3093 auf 3400 kg und die Anzahl von 450 auf 600 Kühe. Auf je 100 Hektar bezogen, bedeutete das statt 27 nun 35 Kühe.

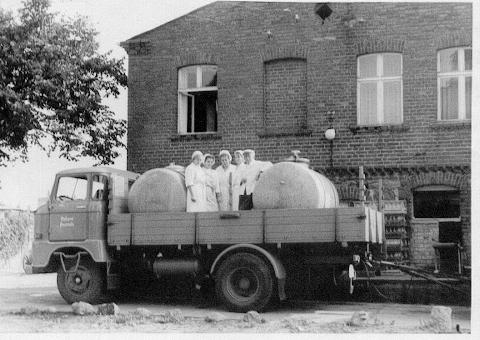
Milchtank vor der Sammelstelle

Der allgemeine Konzentrationsprozess zu immer größeren Strukturen in der Landwirtschaft (aus vielen LPGen wurde dann eine KAP) wirkte sich auch auf das Molkereiwesen aus. Die bis dahin selbstständige Molkereigenossenschaft musste ein Zweigbetrieb, 1962 eine Sammelstelle der Molkereigenossenschaft der Stadt Pasewalk werden. Dadurch entfiel auch die eigene Butterherstellung, die natürlich in Großbetrieben mit größerer, besserer Technik weit effektiver durchgeführt werden konnte. Während dieser Zeit sind bis zu 13.000 Liter Milch täglich angenommen worden. Die Milchsammelstelle wurde allmählich zum Einmann-Betrieb, der später zur LPG gehörte. Hier erfolgte lediglich die Sammlung und Kühlung der LPG-Milch, deren Transport sich hier durch eine 1969 errichtete direkte Pipeline aus der Stallanlage noch vereinfachte. Zu festgelegten Zeiten gab man erst Wasser, dann Milch, dann wieder Wasser (dazwischen Gummibälle) in die Pipeline und durch geeignete T-Stücke erfolgte dabei eine Umschaltautomatik. In der Sammelstelle wurde der jetzt nur für die Rohmilch genutzte Kühler und ein Aluminium-Milchtank für 20.000 Liter (der damals 30.000 Mark kostete) die wichtigste Gerätschaft. Der Hochdruckkessel wurde durch einen Niederdruckkessel ersetzt. Der gemauerte Schornstein war nicht mehr nötig.

## Auflösung
Im Jahr 1988 war das letzte Nutzungsjahr der Pipeline, alle Milch wurde nun direkt mit Tankwagen vom Stall abgeholt. Die politische Wende 1989 führte zur Auflösung der LPG, die Bauern erhielten ihr eingebrachtes Land zurück und verpachteten es zumeist weiter. Die Molkerei war nun Eigentum der Treuhandgesellschaft, die es dann verkaufte; anschließend ist das komplette Gebäude zum Wohnhaus umgebaut worden. Spätestens seit der Jahrtausendwende gibt es keine Kühe mehr im Dorf. Auch die Pasewalker Molkerei wurde kurz nach der Wende aufgelöst, im ganzen Bundesland existieren nur noch sehr wenige Molkereien. Die Zahl der einheimischen Milchlieferanten reduziert sich ebenfalls ständig. Die EG hat ihre Milchquoten und der Literpreis, den die Molkereien den Bauern zahlen können, sinkt, während alle anderen Kosten steigen. Die fettreduzierte Magermilch beziehungsweise Molke wurde inzwischen vom Viehfutter zum Diät-Produkt und statt in Milchflaschen, handelt man Milch jetzt größtenteils ultrahocherhitzt und homogenisiert in Einwegverpackungen.